# Papi Ricky
Papi Ricky är en chilensk telenovela från 2007, med Jorge Zabaleta, Belén Soto, María Elena Swett och Tamara Acosta i huvudrollerna.

## Rollista (i urval)
- Jorge Zabaleta som Ricardo "Ricky" Montes
- Belén Soto som Alicia Montes Rivera
- Tamara Acosta som Colomba Chaparro Cuevas
- María Elena Swett som Catalina Rivera De La Luz